# Dilocantha albicoma
Dilocantha albicoma är en stekelart som beskrevs av John M. Heraty 1998. Dilocantha albicoma ingår i släktet Dilocantha och familjen Eucharitidae.
Artens utbredningsområde är:
- Guatemala.
- Honduras.

Inga underarter finns listade i Catalogue of Life.